# Карл Шротт (підводник)
Карл Шротт (нім. Karl Schrott; 25 березня 1911, Фірзен — 23 березня 1941, Атлантичний океан) — німецький офіцер-підводник, капітан-лейтенант крігсмаріне.

## Біографія
1 квітня 1932 року вступив на флот. З 14 жовтня 1939 по жовтень 1940 року — командир підводного човна U-7, на якому здійснив 4 походи (разом 43 дні в морі). З 7 листопада 1940 року — командир U-551. 18 березня 1941 року вийшов у свій останній похід. 23 березня U-551 був потоплений в Північній Атлантиці південніше Ісландії (62°37′ пн. ш. 16°47′ зх. д.) глибинними бомбами британського протичовнового траулера HMS Viseda. Всі 45 членів екіпажу загинули.

## Звання
- Кандидат в офіцери (1 квітня 1932)
- Морський кадет (4 листопада 1932)
- Фенріх-цур-зее (1 січня 1934)
- Оберфенріх-цур-зее (1 вересня 1935)
- Лейтенант-цур-зее (1 січня 1936)
- Оберлейтенант-цур-зее (1 жовтня 1937)
- Капітан-лейтенант (1 січня 1940)

## Нагороди
- Медаль «За вислугу років у Вермахті» 4-го класу (4 роки)